# Vojtěch Němec
Vojtěch Němec (* 9. prosinec 1985 Česká Lípa) je bývalý český hokejový útočník . V roce 2012 a 2014 hrál finále playoff. V roce 2017 vyhrál s Kometou extraligu. V playoff v tomto roce zaznamenal 5 branek a 3 asistence.